# Verenigd Koninkrijk op het Eurovisiesongfestival 1991
Het Verenigd Koninkrijk deed in 1991 voor de driëndertigste keer mee aan het Eurovisiesongfestival. De zangeres Samantha Janus
was gekozen door de BBC door een nationale finale om het land te vertegenwoordigen.

## Nationale voorselectie
Onder de titel A Song for Europe 1991 hield het Verenigd Koninkrijk een nationale finale om de artiest en het lied te selecteren voor het Eurovisiesongfestival 1991. De nationale finale werd gehouden op 29 maart 1991 en werd gepresenteerd door Terry Wogan.
De winnaar werd gekozen door een jury van experten.

| Artiest                 | Lied                    | Plaats | Punten  |
| ----------------------- | ----------------------- | ------ | ------- |
| Ravenscroft Partnership | We Will Protect You     | 5      | 36,047  |
| Christopher Ellis       | Straight To Your Heart  | 7      | 14,231  |
| Samantha Janus          | A Message To Your Heart | 1      | 108,896 |
| Christie                | Nothing on This Earth   | 6      | 17,296  |
| Malcolm Roberts         | One Love                | 8      | 11,250  |
| Lorraine Craig          | A Little Bit of Heaven  | 3      | 61,589  |
| Julie Finney            | True Love               | 4      | 58,146  |
| Brendan Faye            | Lover Come In           | 2      | 95,696  |

## In Rome
In Italië moest het Verenigd Koninkrijk aantreden als 20ste, net na Spanje en voor Cyprus.
Op het einde van de puntentelling bleek dat ze op een tiende plaats waren geëindigd met 47 punten.
Van België ontving het 3 punten en Nederland nam niet deel in 1991.

### Gekregen punten

#### Finale
| 12 punten              | 10 punten | 8 punten                                        | 7 punten | 6 punten                        |
| ---------------------- | --------- | ----------------------------------------------- | -------- | ------------------------------- |
|                        | - Malta   |                                                 |          | - Italië - Oostenrijk           |
| 5 punten               | 4 punten  | 3 punten                                        | 2 punten | 1 punt                          |
| - Israël - Zwitserland |           | - België - Denemarken - Griekenland - Luxemburg |          | - Cyprus - Frankrijk - Portugal |

### Punten gegeven door Verenigd Koninkrijk

#### Finale
Punten gegeven in de finale:
| 12 punten | Zweden      |
| 10 punten | Israël      |
| 8 punten  | Zwitserland |
| 7 punten  | Malta       |
| 6 punten  | Frankrijk   |
| 5 punten  | Turkije     |
| 4 punten  | Ierland     |
| 3 punten  | Luxemburg   |
| 2 punten  | België      |
| 1 punt    | Spanje      |

1957 · 1958 · 1959 · 1960 · 1961 · 1962 · 1963 · 1964 · 1965 · 1966 · 1967 · 1968 · 1969 · 1970 · 1971 · 1972 · 1973 · 1974 · 1975 · 1976 · 1977 · 1978 · 1979 · 1980 · 1981 · 1982 · 1983 · 1984 · 1985 · 1986 · 1987 · 1988 · 1989 · 1990 · 1991 · 1992 · 1993 · 1994 · 1995 · 1996 · 1997 · 1998 · 1999 · 2000 · 2001 · 2002 · 2003 · 2004 · 2005 · 2006 · 2007 · 2008 · 2009 · 2010 · 2011 · 2012 · 2013 · 2014 · 2015 · 2016 · 2017 · 2018 · 2019 · 2020 · 2021 · 2022 · 2023 · 2024 · 2025